# Bagre Fagundes
Euclides Fagundes Filho, mais conhecido como Bagre Fagundes (Uruguaiana, 3 de outubro de 1939), é um folclorista, instrumentista, compositor e cantor brasileiro de música regional gaúcha.

## Biografia
Bagre Fagundes passou sua infância na cidade de Alegrete. Seu apelido "Bagre" foi dado pelo seu irmão, João Batista, após pescar um grande jundiá no Rio Ibirapuitã.
Iniciou a carreira musical apresentando-se em programas da Rádio Cultura de São Borja. Ainda adolescente, comprou uma gaita de quatro baixos e 10 teclas do irmão Aldo, com a qual comporia, anos mais tarde o Canto Alegretense, uma das canções mais populares do Rio Grande do Sul.
Após trabalhar como escriturário no Banrisul e residir temporariamente em Rosário do Sul, retorna à Alegrete, onde ingressa na carreira política. Filia-se ao PTB e participa da Campanha da Legalidade como Secretário Regional do movimento. Torna-se presidente do Sindicato dos Bancários de Alegrete.
Em 1962, casou-se com Marlene Vilaverde, com quem teve quatro filhos, entre os quais estão os cantores Neto Fagundes e Ernesto Fagundes. Em 1974, concluiu o curso de Direito na Universidade de Cruz Alta e, no ano seguinte, apresentou-se na Califórnia da Canção Nativa de Uruguaiana, integrando o grupo "Os Angüeras".
Eleito vereador de Alegrete em 1976, Bagre Fagundes cria o grupo "Inhanduy" em 1980, do qual faziam parte Neto e Ernesto. O grupo saiu-se vitorioso em diversos festivais do Rio Grande do Sul, entre os quais a Tertúlia Musical Nativista de Santa Maria, a Califórnia da Canção Nativa de Uruguaiana, Ronda da Canção Nativa de Alegrete, entre outros.
Bagre já foi colunista do jornal Diário Gaúcho. Integra, com a sua família, o grupo musical Os Fagundes.